# Diástole y sístole (película)
Diástole y sístole: Los movimientos del corazón, es una película colombiana del año 2000 dirigida por Harold Trompetero. 

## Argumento
Las 35 historias de la película, se entrelazaron para contar, con humor ácido, lo estúpidas que son las relaciones de pareja de la clase media de una ciudad colombiana de hoy. Los personajes principales de esta tragicomedia son casi siempre dos. Estos jóvenes nos muestran su mundo interior. Viven lo que todos vivimos: miedo, arribismo, frivolidad, intolerancia, mala suerte, incomprensión, ambigüedad, falta de entendimiento con la pareja y con los demás, egoísmo, indiferencia, aislamiento, dependencia maternal, arrogancia, celos, infidelidad, indecisión para amar entre otros.
Los personajes, y los 5 seres que los rodean, viven como si no tuvieran pasado, como si no pertenecieran a una sociedad muy injusta y conflictiva, no tienen nombre ni familia, ni posibilidades ni deseos de crearla. Las 35 historias se dividen en tres grandes grupos: inicio de la relación “amorosa”, afianzamiento de la pareja y rompimiento de la misma. Todas tienen título (homenaje al cine mudo). Por ejemplo, “No empieces por el final”, “Todos los hombres son iguales…y las mujeres también”, “Los amigos están por encima de todo, incluso de tu mujer”, “El amor es como el cáncer, hay que detectarlo a tiempo, “El amor es una costumbre que también se pierde”.